# クラブ・ウニベルシダ・ナシオナル
クラブ・ウニベルシダ・ナシオナル（スペイン語: Club Universidad Nacional A.C.）は、メキシコの首都メキシコシティに本拠地を置くサッカークラブである。リーガMX（1部）に所属している。プーマス・デ・ラ・UNAM（Pumas de la UNAM）、UNAMプーマス、または単にUNAM、プーマスという呼称で知られている。

## 概要
メキシコ最大の大学であるメキシコ国立自治大学（Universidad Nacional Autónoma de México、略称はUNAM）を設立母体とするクラブであり、メキシコで最も人気があるクラブのひとつである。当初は国立自治大学の学生で構成されるアマチュアクラブだったが、やがてプロクラブ化してメキシコ・サッカーリーグの下部リーグに参戦した。国内大会では、プリメーラ・ディビシオンで7回、コパ・メヒコで1回、カンペオン・デ・カンペオーネスで2回優勝している。国際大会では、CONCACAFチャンピオンズカップで3回、コパ・インテラメリカーナで1回優勝しており、コパ・スダメリカーナでは準優勝の経験がある。
プーマスは下部組織での育成システムに定評があり、ウーゴ・サンチェス、ルイス・エンリケ・フローレス、クラウディオ・スアレス、ルイス・ガルシア、アルベルト・ガルシア・アスペ、ホルヘ・カンポス、ヘラルド・トラード、エフライン・フアレス、エクトル・モレノ、パブロ・バレーラなどのメキシコ代表選手を輩出している。

## 歴史

### アマチュア時代（1930年代-1940年代）
20世紀最初の10年間には、国立自治大学の学生にもっとも人気のあったスポーツはアメリカンフットボールだったが、次第にサッカーもキャンパス内に浸透していった。1927年、大学で学生部長を務めていたルイス・チコ・ゴエルネはプロサッカーリーグの地区協会に嘆願書を送り、初めてプーマスのプリメーラ・フエルサ（メキシコ連邦区アマチュアリーグ）加盟を試みたが、CDマルテが選ばれてプーマスの嘆願書は拒否されている。1940年代までに、グスタボ・バス・プラーダ学生部長はレアル・クルブ・エスパーニャの選手だったロドルフォ・ムニョス（ブッチ）に将来的なプーマスの代表としての役割を課した。ムニョス新監督は学部生や教員などからなる新チームを組織し、学内での大会で好成績を残した。ムニョスは13年間監督を務め、後のプロクラブとしての成功の礎を築いた。

### セグンダ初参戦（1950年代）
1943年にはメキシコで全国リーグ（リーガ・マジョール）が開始され、1954年8月にはセグンダ・ディビシオン（当時2部、現3部）のメンバーとして受け入れられた。加盟はナボール・カリージョ学生部長と後援者のギジェルモ・アギラール・アルバレスの支援で達成されたものであり、アルバレスは学生部長によってクラブの会長に任じられた。9月12日に行なわれたCFモンテレイ戦がプロクラブとしての初試合となった。わずか3年間でのプロクラブ転向は簡単ではなく、クラブを再構築できるようにいったんセグンダ・ディビシオンを離脱するという特別措置を要求した。プロ化の過程は1年以内に完了し、エクトル・オルティス監督が就任して経営陣が組織された。

### プリメーラ初昇格（1960年代）
セグンダ・ディビシオン加盟から8年後の1961-62シーズン終了後、ついにプリメーラ・ディビシオン（1部）昇格を果たした。昇格プレーオフではクルブ・カタルーニャ・デ・トレオンと対戦し、シウダ・ウニベルシタリアでの試合に5-1で勝利した。スタンドで昇格を祝っていたサポーターもピッチに乱入し、選手を肩車して昇格を祝った。試合翌日にはイグナシオ・チャベス学生部長からも祝福の言葉を受け取った。この時の監督はオクタビオ・ビアルであり、選手にはオメーロ・ビジャール、ラウール・チャネス、ホセ・アントニオ・ロドリゲス（ラ・エスパトゥーラ）、アルフレード・エチャバッリ、ホセ・ルイス、カルロス・グティエレス、アルフレード・センテーノ（ティト）、ホセ・ルイス・レデスマ（エル・チャンゴ）、アントニオ・サマーノ、ホルヘ・ガイタン、ギジェルモ・バスケス、ホセ・ルイス・ゴンサーレス（ラ・カラーカ）、ロレンソ・ガルシア、カルロス・カルデロン・デ・ラ・バルカ、マヌエル・ロドリゲス（マノロ）、エドムンド・ペレス（エル・ポリ）、グスタボ・クエンカ（エル・ガト）などが在籍していた。この昇格を受け、クラブの経営陣は新世代の選手育成のために現代的な下部組織を設立することを決定した。

### 初のリーグ優勝（1970年代）
アルフォンソ・ポルトゥガル監督が率いた2年間を経て、スペイン人のアンヘル・スビエタ監督がプーマスを率いた。スビエタ監督は外国人選手にも門戸を開いたが、それまでと同じように下部組織出身者にも出場機会を与えた。1970年代前半にはクラブ史に残る3人の外国出身選手が在籍していた。ペルー人のフアン・ホセ・ムニャンテ、セルビア人のベリボール・ミルティノヴィッチとカビーニョであり、彼ら3人はミゲル・メヒア・バロン、エクトル・サナブリア、アルトゥーロ・バスケス・アジャラ、ホセ・ルイス・ロペス、レオナルド・クエジャールなどのメキシコ人選手たちとうまく組み合わさった。1974-75シーズンにはコパ・メヒコとカンペオン・デ・カンペオーネスで優勝。1976-77シーズンにはクラブ史上初のリーグ優勝を果たした。1976年にはウーゴ・サンチェスがデビューし、1981年までにリーグ戦183試合に出場して99得点を挙げている。

### 国際カップ戦での躍進（1980年代）
1980年にはCONCACAFチャンピオンズカップで初優勝し、1980-81シーズンにはセグンダ・ディビシオンで優勝。このシーズンはウーゴ・サンチェスがプレーした最後のシーズンとなり、1981年にスペインのアトレティコ・マドリードに移籍した。1981-82シーズンにはコパ・インテラメリカーナとCONCACAFチャンピオンズカップを戦い、CONCACAFチャンピオンズカップでは2度目の優勝を果たした。この時代にはプーマスの革新的でダイナミックなサッカーが全国的に認知されるようになった。1977年から1981年に監督を務めたミルティノヴィッチは、1983年にメキシコ代表監督に就任して1986 FIFAワールドカップで指揮を執り、1990年代半ばにも代表監督を務めるなど、メキシコ代表監督として歴代2位の104試合を指揮した。ミルティノヴィッチは現役のプーマス所属選手やプーマス所属経験のある選手を多数招集し、ウーゴ・サンチェス、フェリクス・クルス・バルボーサ、ラファエル・アマドール、ラウール・セルビン、ミゲル・エスパーニャ、マヌエル・ネグレーテ・アリアス、ルイス・エンリケ・フローレスなどが代表に招集された。この時代のプーマスの選手たちは、プーマスのサポーターだけでなくメキシコサッカー界全体に大きな喜びを与えた。

### 停滞期（1990年代）
1990-91シーズンにはリギージャ決勝でライバルのクラブ・アメリカを破って優勝した。この時期には新世代の選手が登場し、ルイス・ガルシア、ホルヘ・カンポス、クラウディオ・スアレス、アントニオ・サンチョ、イスラエル・ロペス、ブラウリオ・ルーナ、ラファエル・ガルシア、ハイメ・ロサーノ、ヘラルド・トラードなどが在籍していた。しかし1990年代はクラブの歴史の中でもっとも不成功に終わった期間のひとつであり、また選手の輩出も低調だった。

### 再度の成功（2000年代）
2000年3月にはウーゴ・サンチェスが監督に就任し、短期間監督を務めた。ミゲル・メヒア・バロン監督を挟み、2001年9月に再びウーゴ・サンチェスが監督に就任すると、クラウスーラ2004ではプーマスを13年ぶりのリーグ優勝に導いた。プーマスはアペルトゥーラ2004でも優勝し、大会形式が2ステージ制に変更されてから初めて2連覇したクラブとなった。2004年にはカンペオン・デ・カンペオーネスでも優勝し、またレアル・マドリードが主催するトロフェオ・アルフレッド・ディ・ステファノ（プレシーズンの親善大会）ではヨーロッパ外に本拠地を置くクラブとして初めて優勝。2005年のコパ・スダメリカーナでは決勝まで勝ち進み、決勝のボカ・ジュニアーズとの試合はPK戦にもつれ込んだが、論議を醸したロベルト・アボンダンシェリのPKストップの前に敗れた。2005年から2006年にかけての国内リーグでは、クラウスーラ2005で16位、アペルトゥーラ2005で16位、クラウスーラ2006で10位、アペルトゥーラ2006で16位と低迷し、2006年には降格の危機に瀕した。しかし、2006年7月にリカルド・フェレッティが監督に就任すると、フェレッティ監督はチームに安定性と統制をもたらして降格を回避し、アペルトゥーラ2007では3年ぶりにリギージャ決勝に進出したが、アトランテFCに2試合合計1-2で敗れている。クラウスーラ2009では再びリギージャ決勝に進出し、CFパチューカを延長戦の末に破って6回目の優勝を果たした。2010年7月にはフェレッティ監督が退任してギジェルモ・バスケス監督が就任。クラウスーラ2011はレギュラーシーズン8位だったが、リギージャ準々決勝ではクルス・アスル（レギュラーシーズン1位）を、準決勝ではモンテレイ（レギュラーシーズン2位）、決勝ではモナルカス・モレリア（レギュラーシーズン3位）を破り、7回目の優勝を果たした。

## クラブカラーとニックネーム
クラブカラーは金色と青色であり、これは国立自治大学のスクールカラーでもあるが、ノートルダム大学（アメリカ）のサッカーコーチがクラブの発展に貢献したため、ノートルダム大学のスクールカラーに敬意を表して選ばれた。1946年から1964年まで監督を務めたロベルト・メンデスは選手を奮い立たせるために、選手のプレーをピューマの動きに例えることがあり、これが公衆にも浸透してプーマス（Pumas、スペイン語でピューマの複数形）というニックネームが生まれた。これ以来、国立自治大学のすべての運動選手はプーマスの愛称で呼ばれている。

## スタジアム

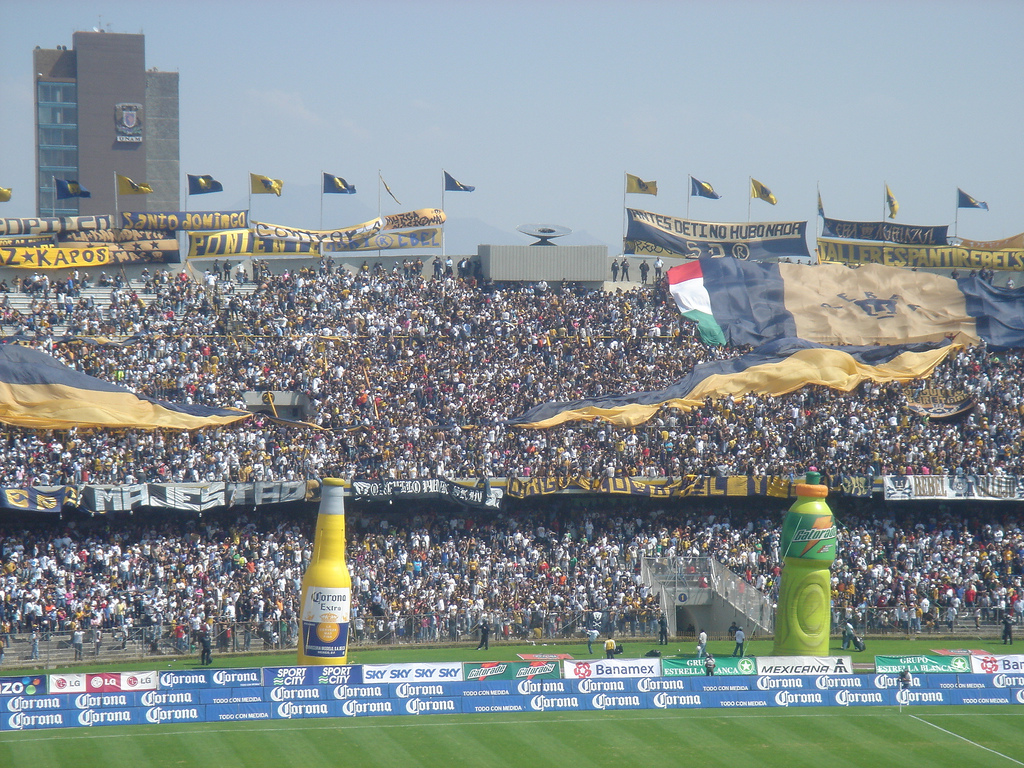
試合日のオリンピコ・ウニベルシタリオの様子

プーマスのホームスタジアムは1968年のメキシコシティオリンピックのために建設されたエスタディオ・オリンピコ・ウニベルシタリオであり、62,700人を収容する。スタジアムは国立自治大学のメインキャンパス内にあり、主要なサポーターである学生から至近距離にある。トップチームの練習施設もキャンパス内にあるが、下部組織の練習施設は大学から近距離のキャンパス外にある。

## ライバル
プーマスと同様にシウダ・デ・メヒコに本拠地を置くクラブ・アメリカやクルス・アスルとは歴史的に強いライバル関係にある。近年ではCDグアダラハラともライバル関係にある。

### プーマス対アメリカ
クラブ・アメリカへのライバル意識は、1960年代のプーマスのプリメーラ・ディビシオン（1部）昇格とともに始まり、クルス・アスルなどへのライバル意識と比べてかなりの歴史を持っている。両クラブはシウダ・デ・メヒコに本拠地を置いており、ライバル意識の誕生と成長には右寄りの空気が手伝った。数年後、アメリカはプーマスのアイドル的存在だったエンリケ・ボルハを獲得したが、ボルハは契約に至る前の記者会見で「アメリカに売られたくない」と発言していた。1980年代のリギージャ決勝の舞台では、疑惑の残る判定でアメリカがプーマスに2度敗れたことから、両クラブのライバル意識が増長した。1990年代はプーマスがリギージャ決勝でアメリカに勝利（1990-91シーズン）して始まったが、この対戦は2試合合計3-3（3-2、0-1）の引き分けであり、アウェーゴール差で勝敗が決したものだった。2000年代になると、下部組織出身上がりの選手までもアメリカを嫌悪しだし、この時代にはバーラ・ブラーバ（南米特有のサポーター組織）が誕生した。

## 記録

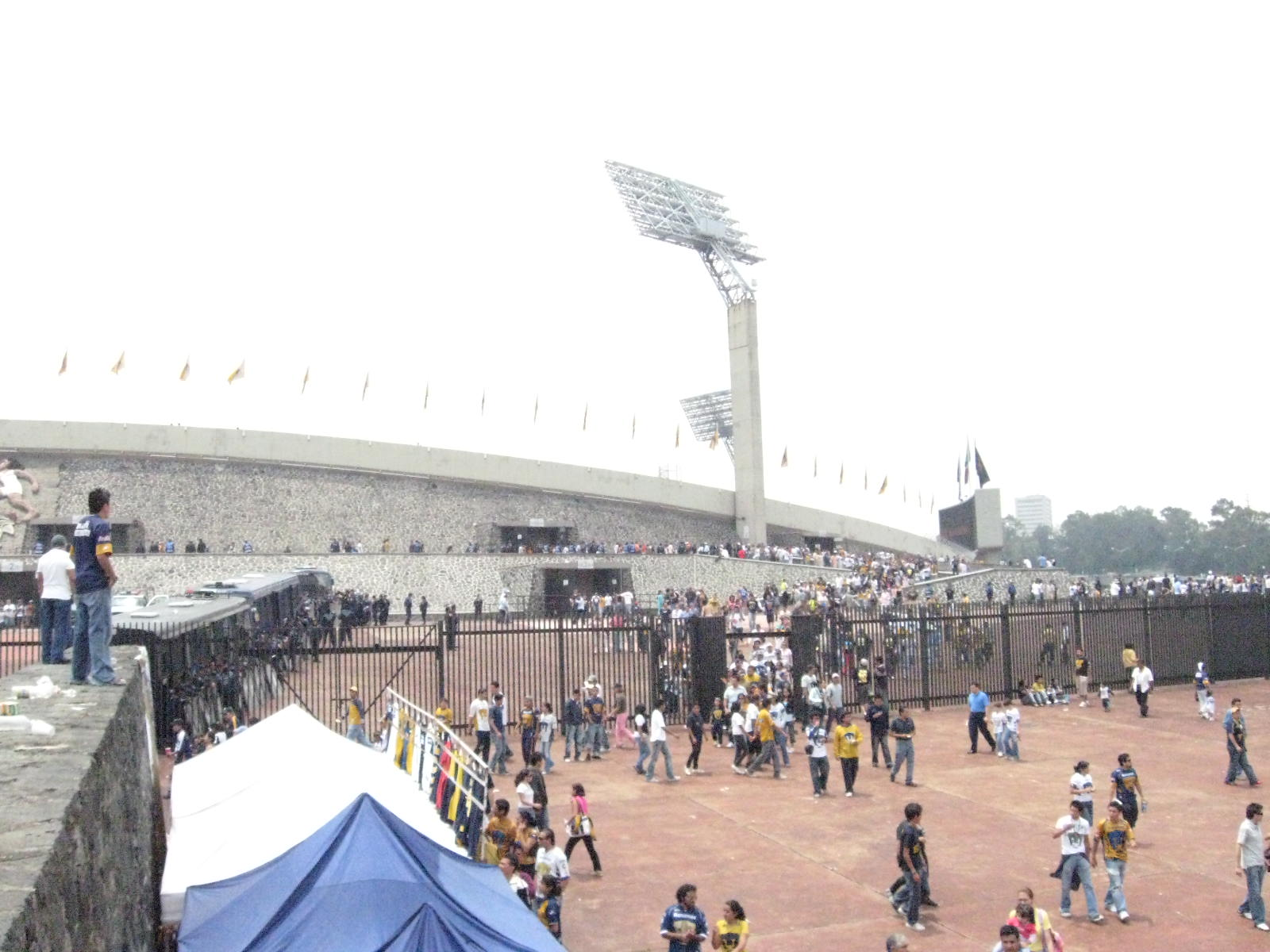
試合後にオリンピコ・ウニベルシタリオから退場するプーマスのサポーター

### 大量得点差勝利
国内大会
9-0（エストゥディアンテス・テコス戦、ナシオナル1976）
8-0（ティブロネス・ロホス・デ・ベラクルス戦、アペルトゥーラ2007）
7-1（CDグアダラハラ戦、アペルトゥーラ2002）
国際大会
5-0（DCユナイテッド戦、2005）
6-1（CDマラトン戦、CONCACAFチャンピオンズリーグ2010）

### 大量得点差敗北
国際大会
0-8（ADイシドロ・メタパン戦、2005）

## タイトル

### 国内タイトル
- プリメーラ・ディビシオン : 7回

1976-77, 1980–81, 1990–91, クラウスーラ2004, アペルトゥーラ2004, クラウスーラ2009, クラウスーラ2011
- セグンダ・ディビシオン : 1回

1961-62
- コパ・メヒコ : 1回

1974-75
- カンペオン・デ・カンペオーネス : 2回

1975, 2004

### 国際タイトル
- CONCACAFチャンピオンズカップ : 3回

1980, 1982, 1989
- コパ・インテラメリカーナ : 1回

1981
- コパ・スダメリカーナ : 0回

最高位準優勝 : 2005

### 親善タイトル
- コパ・ウニベルシダデス・デ・アメリカ : 1回

2000
- トロフェオ・サンティアゴ・ベルナベウ : 1回

2004
- コパ・チアパス : 1回

2008

## ユニフォーム
| 1941    | 1943    | 1950 | 1953 | 1953 | 1960 | 1960 | 1975 | 1980 | 1990 |
| 2003-04 | 2007-08 |      |      |      |      |      |      |      |      |

## 現所属メンバー
2022年7月23日現在
注：選手の国籍表記はFIFAの定めた代表資格ルールに基づく。
| No. | Pos. |              | 選手名                 |
| --- | ---- | ------------ | ---------------------- |
| 1   | GK   | メキシコ     | フリオ・ゴンサレス     |
| 3   | DF   | メキシコ     | リカルド・ガリンド     |
| 5   | DF   | メキシコ     | ヘロニモ・ロドリゲス   |
| 6   | MF   | メキシコ     | マルコ・ガルシア       |
| 7   | FW   | ブラジル     | ジオゴ                 |
| 8   | MF   | ブラジル     | イゴール・メリトン     |
| 9   | FW   | アルゼンチン | フアン・ディネンノ     |
| 10  | MF   | アルゼンチン | エドゥアルド・サルビオ |
| 11  | MF   | メキシコ     | カルロス・グティエレス |
| 12  | FW   | メキシコ     | セサル・ウエルタ       |
| 13  | GK   | メキシコ     | ヒル・アルカラ         |

| No. | Pos. |              | 選手名                   |
| --- | ---- | ------------ | ------------------------ |
| 14  | MF   | メキシコ     | アマウリ・ガルシア       |
| 16  | DF   | メキシコ     | アドリアン・アルデレーテ |
| 17  | MF   | メキシコ     | レオネル・ロペス         |
| 18  | DF   | メキシコ     | エフライン・ベラルデ     |
| 21  | FW   | アルゼンチン | グスタボ・デル・プレテ   |
| 23  | DF   | アルゼンチン | ニコラス・フレイレ       |
| 25  | DF   | メキシコ     | アルトゥーロ・オルティス |
| 27  | FW   | メキシコ     | エマヌエル・モンテハノ   |
| 33  | DF   | ブラジル     | ダニ・アウヴェス         |
| 35  | MF   | メキシコ     | ホルヘ・ルバルカバ       |

## 歴代監督
- ロドルフォ・ムニョス
- エクトル・オルティス
- オクタビオ・ビアル
- アルフォンソ・ポルトゥガル
- アンヘル・スビエタ
- ホルヘ・マリク
- エクトル・サナブリア
- レナト・セサリーニ 1962–1964
- ボラ・ミルティノビッチ 1977–1981
- マリオ・ベラルデ 1983–1987
- ミゲル・メヒア・バロン 1988–1991
- ロベルト・サポリティ 1998.7–1999.5
- ウーゴ・サンチェス 2000.3–2000.8
- ミゲル・メヒア・バロン2001–2002
- ウーゴ・サンチェス 2001.9-2005.11
- ギジェルモ・バスケス (2006)
- リカルド・フェレッティ (2006-2010)
- ギジェルモ・バスケス (2010-2012)
- ホアキン・デル・オルモ (2012)
- フアン・アントニオ・トーレス (2012)
- マリオ・カリージョ (2012)
- フアン・アントニオ・トーレス (2012-2013)
- ホセ・ルイス・トレホ (2013-2014)
- ギジェルモ・バスケス (2014-2016)
- フランシスコ・パレンシア (2016-2017)
- セルヒオ・エヘア (2017)
- ダビド・パティーニョ (2017-2019)
- ブルーノ・マリオーニ (2019)
- ミチェル (2019-2020)
- アンドレス・リジーニ (2020-2022)
- ラファエル・プエンテ・ジュニア（英語版） (2022-2023)
- アントニオ・モハメド (2023- )